# Waldemar Christofer Brøgger
Waldemar Christofer Brøgger (n. 10 noiembrie 1851, Christiania, Norvegia – d. 17 februarie 1940, Oslo, Norvegia) a fost un geolog și mineralog norvegian. Cercetările sale asupra rocilor igienice din Permian (de aproximativ 286–245 milioane de ani) din districtul Oslo au condus la progresul teoriei petrologice privind formarea rocilor. 

## Viața
Sa născut și a murit în Oslo (în acele timpuri încă denumit Kristiania), Norvegia. A urmat școala de pe lângă Catedrala din Oslo înainte de a studia la Universitatea din Oslo. 
A fost profesor de mineralogie și geologie din perioada 1881–1890 la Universitatea din Stockholm, iar între 1890 și 1916 a fost profesor de mineralogie și paleontologie la Universitatea din Kristiania.  De asemenea, a devenit rector și președinte al Senatului Universității Regale din Kristiania. 
Observațiile sale asupra rocilor ignifuge din Tirolul de Sud comparativ cu cele din Kristiania au oferă multe informații referitoare la relațiile dintre rocile granitice și a celor de bază. Și-a focalizat atenția asupra diferențierii tipurilor de roci (plutonice sau vulcanice) în procesul de solidificare dintr-o anumită magmă. Sa ocupat și de rocile paleozoice ale Norvegiei și de schimbările climatice glaciare și post-glaciare de la nivelul mării din regiunea Kristiania.
El este creditat ca fiid cel care a propus că pegmatitele se formează prin interacțiunea dintre topitura de silicat și apa în stare supercritică (după alte opinii, această descoperire este atribuită lui Richard H. Jahns).
A fost membru al Academiei Regale de Științe din Suedia din 1890 și membru al Royal Society of London.  Diploma de doctor (PhD) i-a fost conferită de Universitatea din Heidelberg iar cea de Legum Doctor (LL.D.) de către Universitatea din Glasgow în 1901. A primit medalia Murchison în 1891 și medalia Wollaston în 1911, ambele din partea Societății Geologice din Londra.